# Кунимицу Такахаши
Кунимитсу Такахаши (1940-2022) (на японски: 高橋 国光; на английски: Kunimitsu Takahashi) е бивш пилот от Формула 1.
Роден е в Токио, Япония на 29 януари 1940 г.

## Формула 1
Кунимитсу Такахаши прави своя дебют във Формула 1 в Голямата награда на Япония през 1977 г. В световния шампионат записва 1 състезание, като не успява да спечели точки, състезава се с „Тирел“ (частен).